# Rivalité entre l'Argentine et le Brésil en football

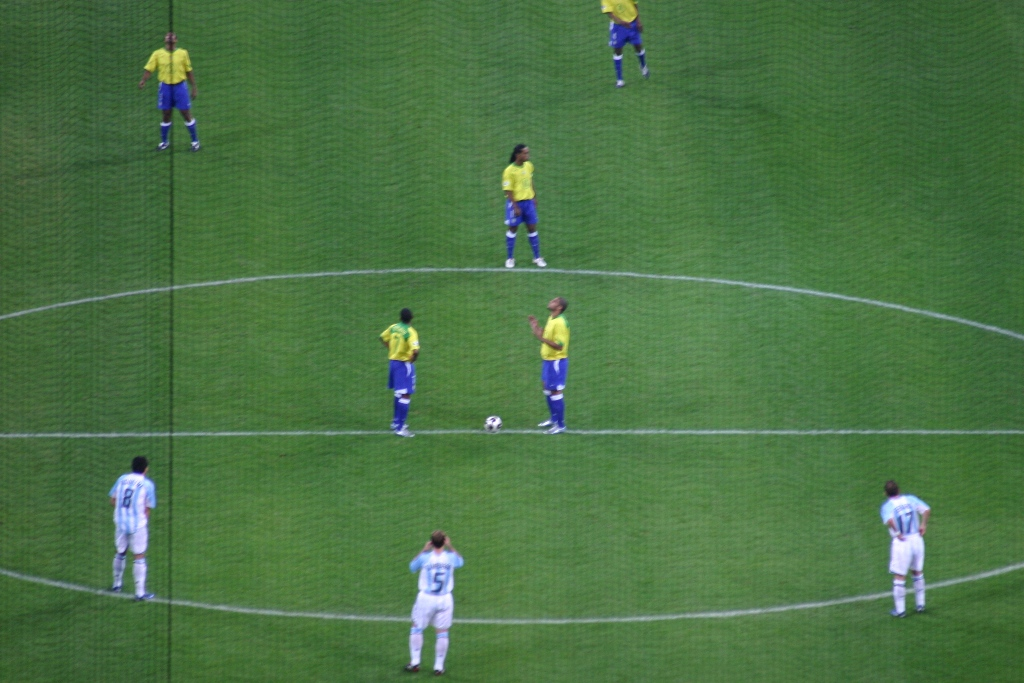
Coup d'envoi de la finale de la Coupe des confédérations 2005 entre le Brésil et l'Argentine.

La rivalité entre l'équipe d'Argentine de football et l'équipe du Brésil de football remonte au milieu du XXe siècle. Cette rivalité est probablement l'une des plus fortes dans le monde du football. Au Brésil, l'Argentine est largement considérée comme la plus grande rivale du Brésil, et inversement. La ferveur entourant les deux équipes est telle qu'il est déjà régulièrement arrivé que des matchs, même amicaux, soient marqués par des incidents notables entre supporteurs brésiliens et argentins.
Cette rivalité est renforcée par le fait que le Brésil et l'Argentine sont les seules équipes du continent (avec l'Uruguay) à avoir remporté une Coupe du monde. En outre, depuis 1914, le nombre de victoires affiché par les deux pays lors de confrontations directes (matchs amicaux, compétitions officielles, etc.) est sensiblement le même, avec des périodes de domination plus ou moins longue en faveur de l'une ou l'autre sélection. En effet, sur 111 matchs, 43 ont été remportés par l'Argentine et 42 par le Brésil, contre 26 matchs nuls. 168 buts ont été marqués par l'Argentine, 166 par le Brésil. En outre, le fait que le Brésil et l'Argentine fassent l'un comme l'autre partie des meilleures équipes du monde (tous deux sont régulièrement classés dans le top 10 de la FIFA) ne fait qu'intensifier la rivalité qui unit ces deux géants sud-américains.

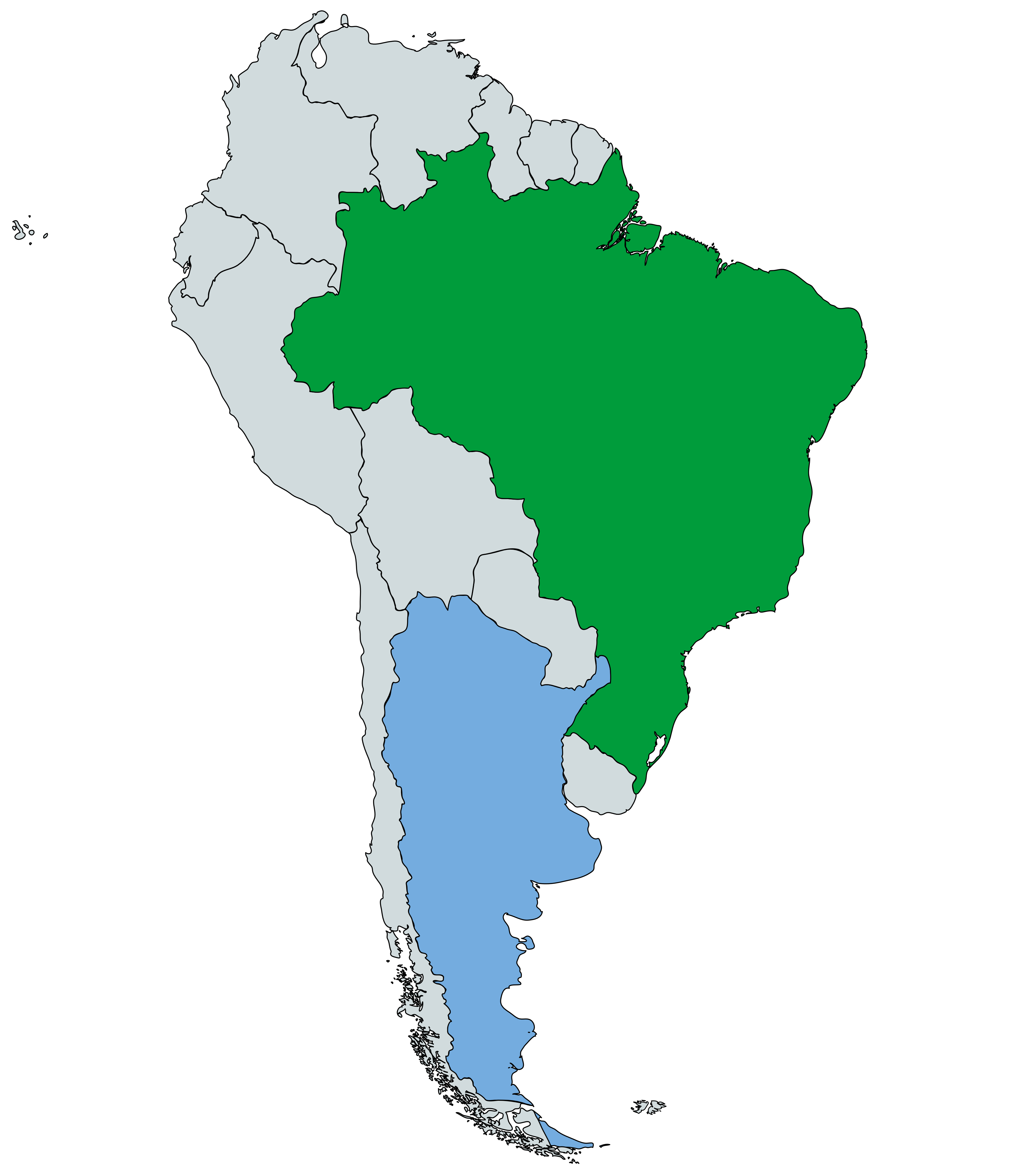
Carte des deux pays : le Brésil en vert, l'Argentine en bleu.

Si l'histoire entre l'équipe du Brésil et celle d'Argentine est marquée par des décennies de tensions, la relation actuelle entre les supporteurs argentins et brésiliens est généralement bon enfant. Ainsi, lors de la coupe du monde 2014 au Brésil, les supporteurs argentins avaient pris l'habitude de narguer les brésiliens à leur arrivée en chantant « Brésil, dis-moi ce que ça fait d'avoir papa à la maison », ce à quoi les brésiliens ont rétorqué qu'un pays (l'Argentine) n'ayant gagné « que » deux Coupes du monde (le Brésil en a remporté 5) ne pouvait pas se prétendre son « papa »,,,,,,,.

## Rencontres
Cette section présente les confrontations entre l'équipe d'Argentine de football et l'équipe du Brésil de football. Ces deux nations sont les géants sud-américains du football.
| #   | Date           | Lieu                                         | Match              | Score             | Compétition                                                                    |
| 1   | 20 sept. 1914  | Buenos Aires, Argentine                      | Argentine-Brésil   | 3-0               | Match amical                                                                   |
| 2   | 27 sept. 1914  | Buenos Aires, Argentine                      | Argentine-Brésil   | 0-1               | Copa Roca                                                                      |
| 3   | 10 juill. 1916 | Buenos Aires, Argentine                      | Argentine-Brésil   | 1-1               | Copa América 1916                                                              |
| 4   | 3 oct. 1917    | Montevideo, Uruguay                          | Argentine-Brésil   | 4-2               | Copa América 1917                                                              |
| 5   | 18 mai 1919    | Rio de Janeiro, Brésil                       | Brésil-Argentine   | 3-1               | Copa América 1919                                                              |
| 6   | 1er juin 1919  | Rio de Janeiro, Brésil                       | Brésil-Argentine   | 3-3               | Taça Roberto Cherry                                                            |
| 7   | 25 sept. 1920  | Viña del Mar, Chili                          | Argentine-Brésil   | 2-0               | Copa América 1920                                                              |
| 8   | 6 oct. 1920    | Buenos Aires, Argentine                      | Argentine-Brésil   | 3-1               | Match amical                                                                   |
| 9   | 2 oct. 1921    | Buenos Aires, Argentine                      | Argentine-Brésil   | 1-0               | Copa América 1921                                                              |
| 10  | 15 oct. 1922   | Rio de Janeiro, Brésil                       | Brésil-Argentine   | 2-0               | Copa América 1922                                                              |
| 11  | 18 nov. 1923   | Montevideo, Uruguay                          | Argentine-Brésil   | 2-1               | Copa América 1923                                                              |
| 12  | 2 déc. 1923    | Buenos Aires, Argentine                      | Argentine-Brésil   | 0-2               | Taça Confraternidad Brésil-Argentine                                           |
| 13  | 9 déc. 1923    | Buenos Aires, Argentine                      | Argentine-Brésil   | 2-0               | Copa Roca                                                                      |
| 14  | 13 déc. 1925   | Buenos Aires, Argentine                      | Argentine-Brésil   | 4-1               | Copa América 1925                                                              |
| 15  | 25 déc. 1925   | Buenos Aires, Argentine                      | Argentine-Brésil   | 2-2               | Copa América 1925                                                              |
| 16  | 30 janv. 1937  | Buenos Aires, Argentine                      | Argentine-Brésil   | 1-0               | Copa América 1937                                                              |
| 17  | 1er fév. 1937  | Buenos Aires, Argentine                      | Argentine-Brésil   | 2-0               | Copa América 1937                                                              |
| 18  | 15 janv. 1939  | Rio de Janeiro, Brésil                       | Brésil-Argentine   | 1-5               | Copa Roca                                                                      |
| 19  | 22 janv. 1939  | Rio de Janeiro, Brésil                       | Brésil-Argentine   | 3-2               | Copa Roca                                                                      |
| 20  | 18 fév. 1940   | São Paulo, Brésil                            | Brésil-Argentine   | 2-2               | Copa Roca                                                                      |
| 21  | 25 fév. 1940   | São Paulo, Brésil                            | Brésil-Argentine   | 0-3               | Copa Roca                                                                      |
| 22  | 5 mars 1940    | Buenos Aires, Argentine                      | Argentine-Brésil   | 6-1               | Copa Roca                                                                      |
| 23  | 10 mars 1940   | Buenos Aires, Argentine                      | Argentine-Brésil   | 2-3               | Copa Roca                                                                      |
| 24  | 17 mars 1940   | Avellaneda, Argentine                        | Argentine-Brésil   | 5-1               | Copa Roca                                                                      |
| 25  | 17 janv. 1942  | Montevideo, Uruguay                          | Argentine-Brésil   | 2-1               | Copa América 1942                                                              |
| 26  | 15 fév. 1945   | Santiago, Chili                              | Argentine-Brésil   | 3-1               | Copa América 1945                                                              |
| 27  | 16 déc. 1945   | São Paulo, Brésil                            | Brésil-Argentine   | 3-4               | Copa Roca                                                                      |
| 28  | 20 déc. 1945   | Rio de Janeiro, Brésil                       | Brésil-Argentine   | 6-2               | Copa Roca                                                                      |
| 29  | 23 déc. 1945   | Rio de Janeiro, Brésil                       | Brésil-Argentine   | 3-1               | Copa Roca                                                                      |
| 30  | 10 fév. 1946   | Buenos Aires, Argentine                      | Argentine-Brésil   | 2-0               | Copa América 1946                                                              |
| 31  | 5 fév. 1956    | Montevideo, Uruguay                          | Brésil-Argentine   | 1-0               | Copa América 1956                                                              |
| 32  | 18 mars 1956   | Mexico, Mexique                              | Argentine-Brésil   | 2-2               | Championnat Panaméricain de football                                           |
| 33  | 8 juill. 1956  | Avellaneda, Argentine                        | Argentine-Brésil   | 0-0               | Copa del Atlántico                                                             |
| 34  | 5 déc. 1956    | Rio de Janeiro, Brésil                       | Brésil-Argentine   | 1-2               | Raúl H. Colombo cup                                                            |
| 35  | 3 avr. 1957    | Lima, Pérou                                  | Argentine-Brésil   | 3-0               | Copa Roca                                                                      |
| 36  | 7 juill. 1957  | Rio de Janeiro, Brésil                       | Brésil-Argentine   | 1-2               | Copa Roca                                                                      |
| 37  | 10 juill. 1957 | São Paulo, Brésil                            | Brésil-Argentine   | 2-0               | Copa Roca                                                                      |
| 38  | 4 avr. 1959    | Buenos Aires, Argentine                      | Argentine-Brésil   | 1-1               | Copa América 1959 (Équateur)                                                   |
| 39  | 22 déc. 1959   | Guayaquil, Équateur                          | Argentine-Brésil   | 4-1               | Copa América 1959 (Équateur)                                                   |
| 40  | 13 mars 1960   | San José, Costa Rica                         | Argentine-Brésil   | 2-1               | Championnat Panaméricain de football                                           |
| 41  | 20 mars 1960   | San José, Costa Rica                         | Brésil-Argentine   | 1-0               | Championnat Panaméricain de football                                           |
| 42  | 26 mai 1960    | Buenos Aires, Argentine                      | Argentine-Brésil   | 4-2               | Copa Roca                                                                      |
| 43  | 29 mai 1960    | Buenos Aires, Argentine                      | Argentine-Brésil   | 1-4               | Copa Roca                                                                      |
| 44  | 12 juill. 1960 | Rio de Janeiro, Brésil                       | Brésil-Argentine   | 5-1               | Copa del Atlántico                                                             |
| 45  | 24 mars 1963   | La Paz, Bolivie                              | Argentine-Brésil   | 3-0               | Copa América 1963                                                              |
| 46  | 13 avr. 1963   | São Paulo, Brésil                            | Brésil-Argentine   | 2-3               | Copa Roca                                                                      |
| 47  | 16 avr. 1963   | Rio de Janeiro, Brésil                       | Brésil-Argentine   | 5-2               | Copa Roca                                                                      |
| 48  | 3 juin 1964    | São Paulo, Brésil                            | Brésil-Argentine   | 0-3               | Coupe des Nations                                                              |
| 49  | 9 juin 1965    | Rio de Janeiro, Brésil                       | Brésil-Argentine   | 0-0               | Match amical                                                                   |
| 50  | 7 août 1968    | Rio de Janeiro, Brésil                       | Brésil-Argentine   | 4-1               | Match amical                                                                   |
| 51  | 11 août 1968   | Belo Horizonte, Brésil                       | Brésil-Argentine   | 3-2               | Match amical                                                                   |
| 52  | 4 mars 1970    | Porto Alegre, Brésil                         | Brésil-Argentine   | 0-2               | Match amical                                                                   |
| 53  | 8 mars 1970    | Rio de Janeiro, Brésil                       | Brésil-Argentine   | 2-1               | Match amical                                                                   |
| 54  | 28 juill. 1971 | Buenos Aires, Argentine                      | Argentine-Brésil   | 1-1               | Copa Roca                                                                      |
| 55  | 31 juill. 1971 | Buenos Aires, Argentine                      | Argentine-Brésil   | 2-2               | Copa Roca                                                                      |
| 56  | 30 juin 1974   | Hanovre, Allemagne de l'Ouest                | Brésil-Argentine   | 2-1               | Coupe du monde 1974                                                            |
| 57  | 6 août 1975    | Belo Horizonte, Brésil                       | Brésil-Argentine   | 2-1               | Copa América 1975                                                              |
| 58  | 16 août 1975   | Rosario, Argentine                           | Argentine-Brésil   | 0-1               | Copa América 1975                                                              |
| 59  | 27 fév. 1976   | Buenos Aires, Argentine                      | Argentine-Brésil   | 1-2               | Copa del Atlántico & Copa Roca                                                 |
| 60  | 19 mai 1976    | Rio de Janeiro, Brésil                       | Brésil-Argentine   | 2-0               | Copa del Atlántico & Copa Roca                                                 |
| 61  | 18 juin 1978   | Rosario, Argentine                           | Argentine-Brésil   | 0-0               | Coupe du monde 1978                                                            |
| 62  | 2 août 1979    | Rio de Janeiro, Brésil                       | Brésil-Argentine   | 2-1               | Copa América 1979                                                              |
| 63  | 23 août 1979   | Buenos Aires, Argentine                      | Argentine-Brésil   | 2-2               | Copa América 1979                                                              |
| 64  | 4 janv. 1981   | Montevideo, Uruguay                          | Argentine-Brésil   | 1-1               | Mundialito                                                                     |
| 65  | 2 juill. 1982  | Barcelone Espagne                            | Brésil-Argentine   | 3-1               | Coupe du monde 1982                                                            |
| 66  | 24 août 1983   | Buenos Aires, Argentine                      | Argentine-Brésil   | 1-0               | Copa América 1983                                                              |
| 67  | 14 sept. 1983  | Rio de Janeiro, Brésil                       | Brésil-Argentine   | 0-0               | Copa América 1983                                                              |
| 68  | 17 juin 1984   | São Paulo, Brésil                            | Brésil-Argentine   | 0-0               | Match amical                                                                   |
| 69  | 5 mai 1985     | Salvador (Bahia), Brésil                     | Brésil-Argentine   | 2-1               | Match amical                                                                   |
| 70  | 10 juill. 1988 | Melbourne, Australie                         | Argentine-Brésil   | 0-0               | Tournoi du bi-centenaire de l'Australie                                        |
| 71  | 12 juill. 1989 | Rio de Janeiro, Brésil                       | Brésil-Argentine   | 2-0               | Copa América 1989                                                              |
| 72  | 24 juin 1990   | Turin, Italie                                | Argentine-Brésil   | 1-0               | Coupe du monde 1990 (huitième de finale)                                       |
| 73  | 27 mars 1991   | Buenos Aires, Argentine                      | Argentine-Brésil   | 3-3               | Match amical                                                                   |
| 74  | 27 juin 1991   | Curitiba, Brésil                             | Argentine-Brésil   | 1-1               | Match amical                                                                   |
| 75  | 17 juill. 1991 | Santiago, Chili                              | Argentine-Brésil   | 3-2               | Copa América 1991 (tour final)                                                 |
| 76  | 18 fév. 1993   | Buenos Aires, Argentine                      | Argentine-Brésil   | 1-1               | AFA Centenary Cup                                                              |
| 77  | 27 juin 1993   | Guayaquil, Équateur                          | Argentine-Brésil   | 1-1 a.p., 6-5 tab | Copa América 1993 (quart de finale)                                            |
| 78  | 23 mars 1994   | Recife Brésil                                | Brésil-Argentine   | 2-0               | Match amical                                                                   |
| 79  | 17 juill. 1995 | Rivera, Uruguay                              | Brésil-Argentine   | 2-2 a.p., 4-2 tab | Copa América 1995 (quart de finale)                                            |
| 80  | 8 nov. 1995    | Buenos Aires, Argentine                      | Argentine-Brésil   | 0-1               | 50e anniv. Clarín Cup                                                          |
| 81  | 29 avr. 1998   | Rio de Janeiro, Brésil                       | Brésil-Argentine   | 0-1               | Match amical                                                                   |
| 82  | 11 juill. 1999 | Ciudad del Este, Paraguay                    | Brésil-Argentine   | 2-1               | Copa América 1999 (quart de finale)                                            |
| 83  | 4 sept. 1999   | Buenos Aires, Argentine                      | Argentine-Brésil   | 2-0               | « ZH 35 Years » Cup                                                            |
| 84  | 7 sept. 1999   | Porto Alegre, Brésil                         | Brésil-Argentine   | 4-2               | « ZH 35 Years » Cup                                                            |
| 85  | 26 juill. 2000 | São Paulo, Brésil                            | Brésil-Argentine   | 3-1               | Tours préliminaires à la Coupe du monde de football 2002                       |
| 86  | 5 sept. 2001   | Buenos Aires, Argentine                      | Argentine-Brésil   | 2-1               | Tours préliminaires à la Coupe du monde de football 2002                       |
| 87  | 2 juin 2004    | Belo Horizonte, Brésil                       | Brésil-Argentine   | 3-1               | Tours préliminaires à la Coupe du monde de football 2006                       |
| 88  | 25 juill. 2004 | Lima, Pérou                                  | Brésil-Argentine   | 2-2 a.p., 4-2 tab | Copa América 2004 (finale)                                                     |
| 89  | 8 juin 2005    | Buenos Aires, Argentine                      | Argentine-Brésil   | 3-1               | Tours préliminaires à la Coupe du monde de football 2006                       |
| 90  | 29 juin 2005   | Francfort-sur-le-Main, Allemagne             | Brésil-Argentine   | 4-1               | Coupe des confédérations 2005 (finale)                                         |
| 91  | 3 sept. 2006   | Londres, Angleterre                          | Brésil-Argentine   | 3-0               | Match amical                                                                   |
| 92  | 15 juill. 2007 | Maracaibo, Venezuela                         | Brésil-Argentine   | 3-0               | Copa América 2007 (finale)                                                     |
| 93  | 18 juin 2008   | Belo Horizonte, Brésil                       | Brésil-Argentine   | 0-0               | Qualifications pour la Coupe du monde 2010 Zone Amérique du Sud                |
| 94  | 6 sept. 2009   | Rosario, Argentine                           | Argentine-Brésil   | 1-3               | Qualifications pour la Coupe du monde 2010 Zone Amérique du Sud                |
| 95  | 17 nov. 2010   | Doha, Qatar                                  | Argentine-Brésil   | 1-0               | Match amical                                                                   |
| 96  | 14 sept. 2011  | Cordoba, Argentine                           | Argentine-Brésil   | 0-0               | Superclásico de las Américas                                                   |
| 97  | 28 sept. 2011  | Belém, Brésil                                | Brésil-Argentine   | 2-0               | Superclásico de las Américas                                                   |
| 98  | 9 juin 2012    | East Rutherford (Grand New York), États-Unis | Argentine-Brésil   | 4-3               | Match amical                                                                   |
| 99  | 19 sept. 2012  | Goiânia, Brésil                              | Brésil-Argentine   | 2-1               | Superclásico de las Américas                                                   |
| 100 | 21 nov. 2012   | Buenos Aires, Argentine                      | Argentine-Brésil   | 2-1, 3-4 t.a.b    | Superclásico de las Américas                                                   |
| 101 | 11 oct. 2014   | Pékin, Chine                                 | Argentine-Brésil   | 0-2               | Superclásico de las Américas                                                   |
| 102 | 13 nov. 2015   | Buenos Aires, Argentine                      | Argentine-Brésil   | 1-1               | Éliminatoires de la Coupe du monde de football 2018 : zone Amérique du Sud     |
| 103 | 10 nov. 2016   | Belo Horizonte, Brésil                       | Brésil-Argentine   | 3-0               | Éliminatoires de la Coupe du monde de football 2018 : zone Amérique du Sud     |
| 104 | 9 juin 2017    | Melbourne, Australie                         | Brésil-Argentine   | 0-1               | Superclásico de las Américas                                                   |
| 105 | 16 oct. 2018   | Riyad, Arabie saoudite                       | Brésil - Argentine | 1-0               | Superclásico de las Américas                                                   |
| 106 | 2 juill. 2019  | Belo Horizonte, Brésil                       | Brésil - Argentine | 2-0               | Copa América 2019 (demi-finale)                                                |
| 107 | 15 nov. 2019   | Riyad, Arabie saoudite                       | Brésil - Argentine | 0-1               | Superclásico de las Américas                                                   |
| 108 | 10 juill. 2021 | Rio de Janeiro, Brésil                       | Argentine - Brésil | 1-0               | Copa América 2021 (finale)                                                     |
| 109 | 16 nov. 2021   | San Juan, Argentine                          | Argentine - Brésil | 0-0               | Éliminatoires de la Coupe du monde de football 2022 : zone Amérique du Sud     |
| 110 | 21 nov. 2023   | Rio de Janeiro, Brésil                       | Brésil - Argentine | 0-1               | Éliminatoires de la zone Amérique du Sud de la Coupe du monde de football 2026 |
| 111 | 25 mars 2025   | Buenos Aires, Argentine                      | Argentine - Brésil | 4-1               | Éliminatoires de la zone Amérique du Sud de la Coupe du monde de football 2026 |

## Meilleurs buteurs
Les meilleurs buteurs brésiliens sont :
- 8 buts : Pelé[16]
- 4 buts : Ronaldo, Rivaldo, Pepe
- 3 buts : Neymar, Adriano, Bebeto, Zico, Jairzinho
- 2 buts : Paulinho, Diego Tardelli, Luisão, Luís Fabiano, Elano, Kaká, Nelinho
- 1 but : Philippe Coutinho, Lucas Lima, Hulk, Oscar, Rômulo, Fred, Lucas, Júlio Baptista, Dani Alves, Roberto Carlos, Ronaldinho, Romário, José Altafini, Miranda, Serginho, Júnior, Rivelino, Roberto Firmino, Gabriel Jesus, Matheus Cunha

Côté argentin, les meilleurs buteurs sont :
- 5 buts : Lionel Messi
- 4 buts : Manuel Seoane
- 3 buts : Hernán Crespo
- 2 buts : Ignacio Scocco, Darío Franco, Juan Sorín, Gabriel Batistuta, Alberto Ohaco
- 1 but : Gabriel Mercado, Ezequiel Lavezzi, Federico Fernández, Juan Martínez, Jesús Dátolo, Román Riquelme, Pablo Aimar, Kily González, César Delgado, Diego Maradona, Roberto Ayala, Ariel Ortega, Mario Kempes, Daniel Passarella, Jorge Burruchaga, Claudio Caniggia, Ramón Díaz, Ángel Di María, Nicolas Otamendi, Julian Alvarez, Enzo Fernandez, Alexis Mac Allister, Giuliano Simeone

## Bilan
- Nombre de matches joués : 111
- Matches nuls : 26
- Victoires de l'Argentine : 43
- Victoires du Brésil : 42
- Buts pour l'Argentine : 168
- Buts pour le Brésil : 166